# 1908 у кіно

## Події
- 17 серпня в Парижі відбулася прем'єра першого повноцінного анімованого фільму «Фантасмагорія» французького аніматора Еміля Коля, знятого у цьому ж році.

## Фільми
- Врятована з орлиного гнізда
- Ромео і Джульєтта
- Макбет

## Персоналії

### Народилися
- 7 січня — Шейнін Семен Альтерович, радянський кінооператор (пом. 1994).
- 10 січня:
  - Бернард Лі, англійський актор (пом. 1981).
  - Пол Генрейд, австрійський і американський актор і режисер (пом. 1992).
- 12 січня — Жан Деланнуа, французький актор, кінорежисер, сценарист (пом. 2008).
- 16 січня — Етель Мерман, американська акторка і співачка (пом. 1984).
- 21 січня — Мінц Климентій Борисович, російський кінодраматург (пом. 1995).
- 24 січня — Рівош Яків Наумович, радянський російський художник кіно, художник-постановник, художник по костюмах (пом. 1973).
- 10 лютого — Олександр Мнушкін, французький кінопродюсер російського походження (пом. 1993).
- 16 лютого — Романов Микола Якович, радянський актор театру і кіно (пом. 1991).
- 17 лютого — Антс Ескола, естонський і радянський актор та співак (пом. 1989).
- 5 березня — Рекс Гаррісон, англійський актор театру та кіно (пом. 1990).
- 7 березня — Анна Маньяні, італійська акторка театру і кіно (пом. 1973).
- 9 березня — Кміт Леонід Олександрович, радянський актор театру і кіно (пом. 1982).
- 16 березня — Роберт Россен, американський режисер, сценарист і продюсер кіно (пом. 1966).
- 20 березня — Майкл Редгрейв, британський актор театру і кіно, режисер (пом.1985).
- 25 березня — Девід Лін, британський кінорежисер (пом. 1991).
- 29 березня — Канделакі Володимир Аркадійович, російський актор, співак (пом. 1994).
- 1 квітня — Кульчицький Микола Леонідович, радянський і український кінооператор (пом. 1992).
- 5 квітня — Бетті Девіс, американська акторка театру, кіно та телебачення (пом. 1989).
- 12 квітня — Вірджинія Черрілл, американська акторка (пом. 1996).
- 15 квітня — Шапіро Михайло Григорович, радянський кінорежисер, сценарист (пом. 1971).
- 24 квітня — Марселін Дей, американська кіноакторка (пом. 2000).
- 28 квітня — Карл Леммле (молодший), американський підприємець, продюсер (пом.1979)
- 30 квітня  — Ів Арден, американська акторка (пом. 1990).
- 16 травня — Дуклер Валентин Самійлович, український актор (пом. 1997).
- 19 травня — Помєщиков Євген Михайлович, радянський російський кінодраматург і педагог (пом. 1979).
- 20 травня — Джеймс Стюарт, американський кіно- та театральний актор (пом. 1997).
- 21 травня — Айзенберг Григорій Давидович, радянський кінооператор (пом. 1993).
- 26 травня — Роберт Морлі, англійський актор (пом. 1992).
- 30 травня  — Мел Бланк, американський актор озвучування і комедіант (пом. 1989).
- 31 травня :
  - Івицький Ростислав Георгійович, український актор (пом. 1974).
  - Дон Амічі, американський актор (пом. 1993).
  - Фрід Ян Борисович, радянський і російський кінорежисер і сценарист (пом. 2003).
- 11 червня — Чернов Олексій Петрович, радянський російський актор театру і кіно (пом. 1979).
- 24 червня:
  - Ладиніна Марина Олексіївна, радянська акторка (пом. 2003).
  - Тулліо Пінеллі, італійський драматург і сценарист (пом. 2009).
- 12 липня — Мілтон Берл, американський актор-комік (пом. 2002).
- 18 липня — Лупе Велес, американська акторка мексиканського походження (пом. 1944).
- 28 липня — Кирилов Михайло Миколайович, радянський російський кінооператор (пом. 1975).
- 13 серпня — Джин Раймонд, американський актор (пом. 1998).
- 15 серпня:
  - Клод Отан-Лара, французький кінорежисер (пом. 2000).
  - Пішванов Микола Іванович, український актор (пом. 1983).
- 20 серпня — Луї Дакен, французький кінорежисер, сценарист і актор (пом. 1980).
- 25 серпня — Естрін Леонід Самійлович, український і російський радянський кінорежисер єврейського походження (пом. 1972).
- 3 вересня — Сорокін Костянтин Миколайович, російський актор (пом. 1981).
- 4 вересня — Едвард Дмитрик, американський кінорежисер українського походження (пом. 1999).
- 19 вересня — Міка Валтарі, письменник, класик фінської літератури, кіносценарист, драматург і поет (пом. 1979).
- 20 вересня — Конарський Віктор Феліксович, радянський, український кінорежисер (пом. 1995).
- 6 жовтня — Керол Ломбард, американська акторка (пом. 1942).
- 22 жовтня — Джон Саттон, американський актор англійського походження (пом. 1963).
- 1 листопада — Кубацький Анатолій Львович, радянський і російський актор театру і кіно (пом. 2001).
- 16 листопада — Берджесс Мередіт, американський актор, режисер, сценарист і продюсер (пом. 1997).
- 19 листопада — Алан Бакстер, американський актор (пом. 1976).
- 20 листопада — Линьков Лев Олександрович, російський письменник, сценарист (пом. 1971).
- 11 грудня — Мануел де Олівейра, португальський кінорежисер і сценарист (пом. 2015).
- 13 грудня:
  - Ван Гефлін, американський актор (пом. 1971).
  - Плятт Ростислав Янович, радянський російський актор театру і кіно (пом. 1989).
- 18 грудня — Селія Джонсон, британська акторка (пом. 1982).
- 23 грудня — Урусевський Сергій Павлович, радянський і російський кінооператор, художник, сценарист, кінорежисер (пом. 1974).
- 28 грудня — Лью Ейрс, американський актор (пом. 1996).

### Дебюти
- Девід Ворк Ґріффіт - Врятована з орлиного гнізда
- Маріон Леонард - At the Crossroads of Life
- Оуен Мур - Guerrilla
- Мак Сеннет- Getting Evidence
- Кетлін Вільямс- A Romance of the Western Hills